# Пантело (муниципалитет)
Пантело́ (возможны написания Пантельо́ или Пантельхо́) (исп. Pantelhó) — муниципалитет в Мексике, штат Чьяпас, с административным центром в одноимённом посёлке. Численность населения, по данным переписи 2020 года, составила 26 391 человек.

## Общие сведения
Название Pantelhó с языка цоциль можно перевести как мост через воду.
Площадь муниципалитета равна 192,5 км², что составляет 0,3 % от площади штата, а наиболее высоко расположенное поселение Эль-Кармен-Дурасналь, находится на высоте 1598 метров.
Он граничит с другими муниципалитетами Чьяпаса: на севере с Симоховелем и Яхалоном, на востоке с Чилоном и Ситалой, на юге с Сан-Хуан-Канкуком и Ченало, и на западе с Чальчиуитаном.

## Учреждение и состав
Муниципалитет был образован в 1915 году, по данным 2020 года в его состав входит 121 населённый пункт, самые крупные из которых:
| Код INEGI                  | Населённый пункт                                                                                | Численность населения (2005 год) | Численность населения (2010 год) | Численность населения (2020 год) |
| -------------------------- | ----------------------------------------------------------------------------------------------- | -------------------------------- | -------------------------------- | -------------------------------- |
| 066                        | Всего                                                                                           | 19228                            | 20589                            | 26391                            |
| 0001                       | Пантело (исп. Pantelhó) 17°00′24″ с. ш. 92°28′10″ з. д. (административный центр)                | 6387                             | 6888                             | 8629                             |
| 0005                       | Аурора-Эскипулас (исп. Aurora Esquipulas) 17°07′08″ с. ш. 92°28′32″ з. д.                       | 1933                             | 2046                             | 2090                             |
| 0099                       | Акилес-Сердан (Санта-Лусия) (исп. Aquiles Serdán (Santa Lucía)) 17°05′59″ с. ш. 92°29′37″ з. д. | 705                              | 825                              | 717                              |
| 0068                       | Эль-Роблар-Чистонтик (исп. El Roblar Chishtontic) 17°03′55″ с. ш. 92°30′05″ з. д.               | 474                              | 528                              | 661                              |
| 0020                       | Лас-Лимас-Читамукум (исп. Las Limas Chitamucum) 17°06′23″ с. ш. 92°31′29″ з. д.                 | 380                              | 386                              | 482                              |
| 0258                       | Нуэва-Исраэлита (исп. Nueva Israelita) 17°04′42″ с. ш. 92°24′56″ з. д.                          | 40                               | 48                               | 482                              |
| 0162                       | Сан-Хосе-дель-Кармен (исп. San José del Carmen) 16°59′58″ с. ш. 92°29′17″ з. д.                 | 200                              | 258                              | 457                              |
| 0083                       | Сан-Франсиско-эль-Триунфо (исп. San Francisco el Triunfo) 17°02′32″ с. ш. 92°27′04″ з. д.       | 175                              | 191                              | 433                              |
| —                          | Прочие                                                                                          | 8934                             | 9419                             | 12440                            |
| Названия на карте Генштаба |                                                                                                 |                                  |                                  |                                  |

## Экономическая деятельность
По статистическим данным 2000 года, работоспособное население занято по секторам экономики в следующих пропорциях:
- сельское хозяйство и скотоводство — 78,7 % ;
- промышленность и строительство — 3,9 %;
- торговля, сферы услуг и туризма — 14,5 %;
- безработные — 2,9 %.

## Инфраструктура
По статистическим данным 2020 года, инфраструктура развита следующим образом:
- электрификация: 96,5 %;
- водоснабжение: 40,1 %;
- водоотведение: 79,3 %.